# Der Gertrudsvogel
Der Gertrudsvogel ist ein norwegisches Volksmärchen (AaTh 751 + 751 A).

## Handlung

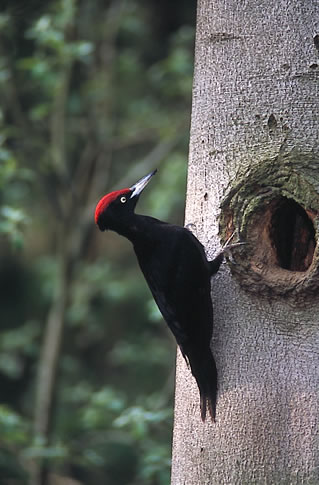
Schwarzspecht (Dryocopus martius)

Christus und St. Petrus kamen einmal zu einer Frau, die Gertrud hieß, eine rote Mütze aufhatte und gerade Brot buk. Christus bat sie um ein Stück Brot, was sie ihm auch geben wollte, also machte sie sich gleich daran ein Stück Teig auszukneten, was jedoch, als sie fertig war, den gesamten Backtrog ausfüllte. Daraufhin meinte sie zu ihm, dass sie ihm ein so großes Stück nicht geben könne und so nahm sie ein kleineres Stück Teig, das sie ausknetete, doch auch dieses geriet zu groß. Beim dritten Mal nahm sie nur ein ganz kleines Stück, was aber wieder zu groß wurde und so sagte sie zu Christus, dass sie ihm kein Brot geben könne, weil es ja immer zu groß wird. Da ereiferte sich der Herr und als Strafe für ihr schlechtes Herz, verwandelte er die Frau in den Gertrudsvogel, der daraufhin durch den Schornstein floh.

## Hintergrund
Neben dieser Variante von Peter Christen Asbjørnsen und Jørgen Engebretsen Moe gibt es auch eine Version von Rikard Berge, in der das Brot immer größer wird, obwohl die Frau immer weniger Teig verwendet. Berge zeichnete diese Version in Telemark auf und veröffentlichte sie 1914 in seinem in Oslo erschienenen Werk Norwegische Volksmärchen auf Seite 85. Im Deutschen erhielt sie den Titel Der Gertrudenvogel.
In Norwegen heißt der rothaubige Schwarzspecht Gertrudsvogel, der laut dem Märchen eine rote Haube hat, weil die Gertrud eine rote Mütze aufhatte, als sie Christus abwies und ansonsten schwarz ist, da sie nach ihrer Verwandlung aus dem Schornstein flog.